# Um
Um je aspekt razuma in zavesti, ki se kaže kot kombinacija misli, doživljaja, spomina, čustev, volje in domišljije, skupaj z vsemi podzavestnimi miselnimi procesi.  
Izraz um se pogosto uporablja v zvezi z miselnimi procesi razuma in se kaže v subjektivni luči kot tok zavesti. Obstajajo številne teorije uma glede na njegove funkcije. Med prve zabeležene sodijo izročila Zaratustre, Bude, Platona, Aristotla in drugih grških, indijskih ter kasneje islamskih filozofov. Predznanstvene teorije slonijo na teologiji, osredotočajo pa se na domneven odnos med umom in dušo, človeškim nadnaravnim, božanskim ali od boga danim vsebinam. 